# Meridies (Enrico Pieranunzi)
Meridies è un album del trio di Enrico Pieranunzi, pubblicato dalla Gala Records nel 1988. Il disco fu registrato il 7 e 11 gennaio 1988 al C.M.C. Studios di Roma (Italia).

## Tracce
Lato A
1. Filigrane – 7:55 (Enrico Pieranunzi)
2. Altrove – 4:49 (Enrico Pieranunzi)
3. Some Other Time – 4:42 (Betty Comden, Adolph Green, Leonard Bernstein)
4. Tenderly – 5:53 (Jack Lawrence, Walter Gross)

Lato B
1. Meridies – 5:51 (Enrico Pieranunzi)
2. Blues per Enzo – 7:08 (Enrico Pieranunzi)
3. I Should Care – 7:18 (Sammy Cahn, Axel Stordahl)
4. Echi – 6:02 (Enrico Pieranunzi)

CD del 2006, pubblicato dalla Gala Records CDGLP91019
1. Filigrane – 7:55 (Enrico Pieranunzi)
2. Altrove – 4:49 (Enrico Pieranunzi)
3. Some Other Time – 4:42 (Betty Comden, Adolph Green, Leonard Bernstein)
4. Tenderly – 5:53 (Jack Lawrence, Walter Gross)
5. What Is This Thing Called Love – 3:18 (Cole Porter)
6. Meridies – 5:51 (Enrico Pieranunzi)
7. Blues for Enzo – 7:08 (Enrico Pieranunzi)
8. I Should Care – 7:18 (Sammy Cahn, Axel Stordahl)
9. Echi – 6:02 (Enrico Pieranunzi)
10. Tenderly – 5:25 (Jack Lawrence, Walter Gross) – Brano strumentale

## Musicisti
- Enrico Pieranunzi - pianoforte
- Enrico Pieranunzi - voce (brani: Tenderly (A4 e #4) e What Is This Thing Called Love)
- Enzo Pietropaoli - contrabbasso
- Fabrizio Sferra - batteria